# Hylomyscus anselli
Hylomyscus anselli is een knaagdier uit het geslacht Hylomyscus.

## Verspreiding
Deze soort komt voor in de bergen van Noord-Zambia en Zuidwest-Tanzania (Ufipa-plateau), op 1220 tot 2300 m hoogte. Samen met Hylomyscus arcimontensis, die verder naar het oosten in Tanzania voorkomt, en enkele populaties in Angola die mogelijk een nieuwe soort vertegenwoordigen, vormt hij de H. anselli-groep. 

## Soortenbeschrijving
Deze soort werd oorspronkelijk beschreven als een ondersoort van Hylomyscus denniae, maar verschilt daar zo sterk van dat hij nu als een aparte groep binnen het geslacht wordt gezien. H. anselli is een middelgrote soort voor het geslacht, maar wat groter dan H. arcimontensis. Net als H. arcimontensis heeft hij zes mammae.